# Lesponne
Pour les articles homonymes, voir Lesponne (homonymie).
Lesponne est un hameau situé dans la vallée du même nom, en Haute-Bigorre dans le département des Hautes-Pyrénées. Ce hameau fait partie de 2 communes : la commune de Bagnères-de-Bigorre et la commune de Beaudéan, la limite suivant la D29 qui partage le hameau.

## Géographie
Code postal : 65710 - Code Insee : 65903

### Voies de communication et transports
Ce hameau est desservi par la D 29.

## Étymologie
On retrouve dans le nom de Lesponne le mot latin sponda qui signifie bord, l'évolution phonétique en gascon réduction de nd à n qui devient er'espona qui signifie bord ou flanc de montagne étymologie tirée du dictionnaire toponymique des hautes Pyrénées.

## Photos

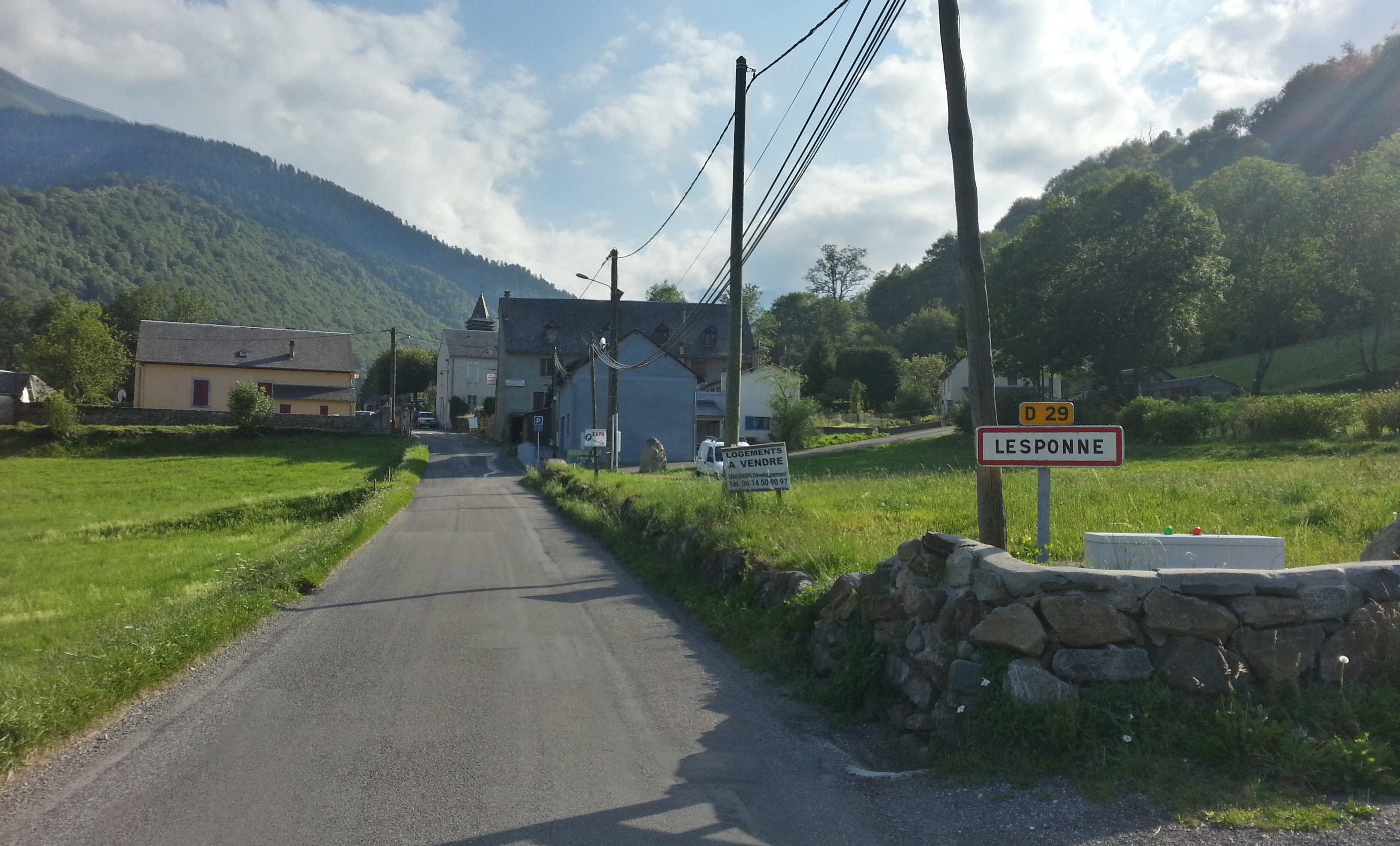
Entrée dans Lesponne
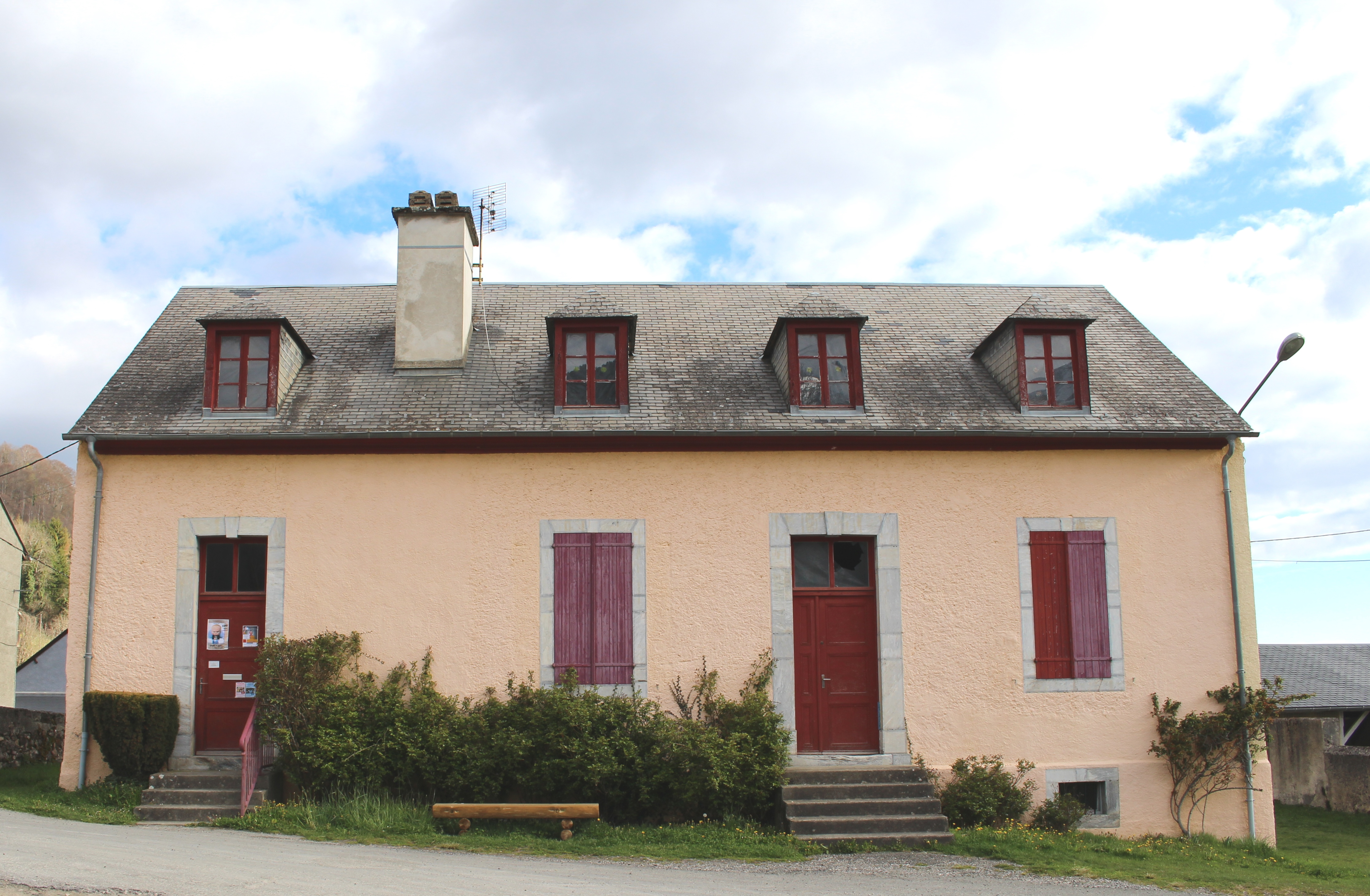
La mairie
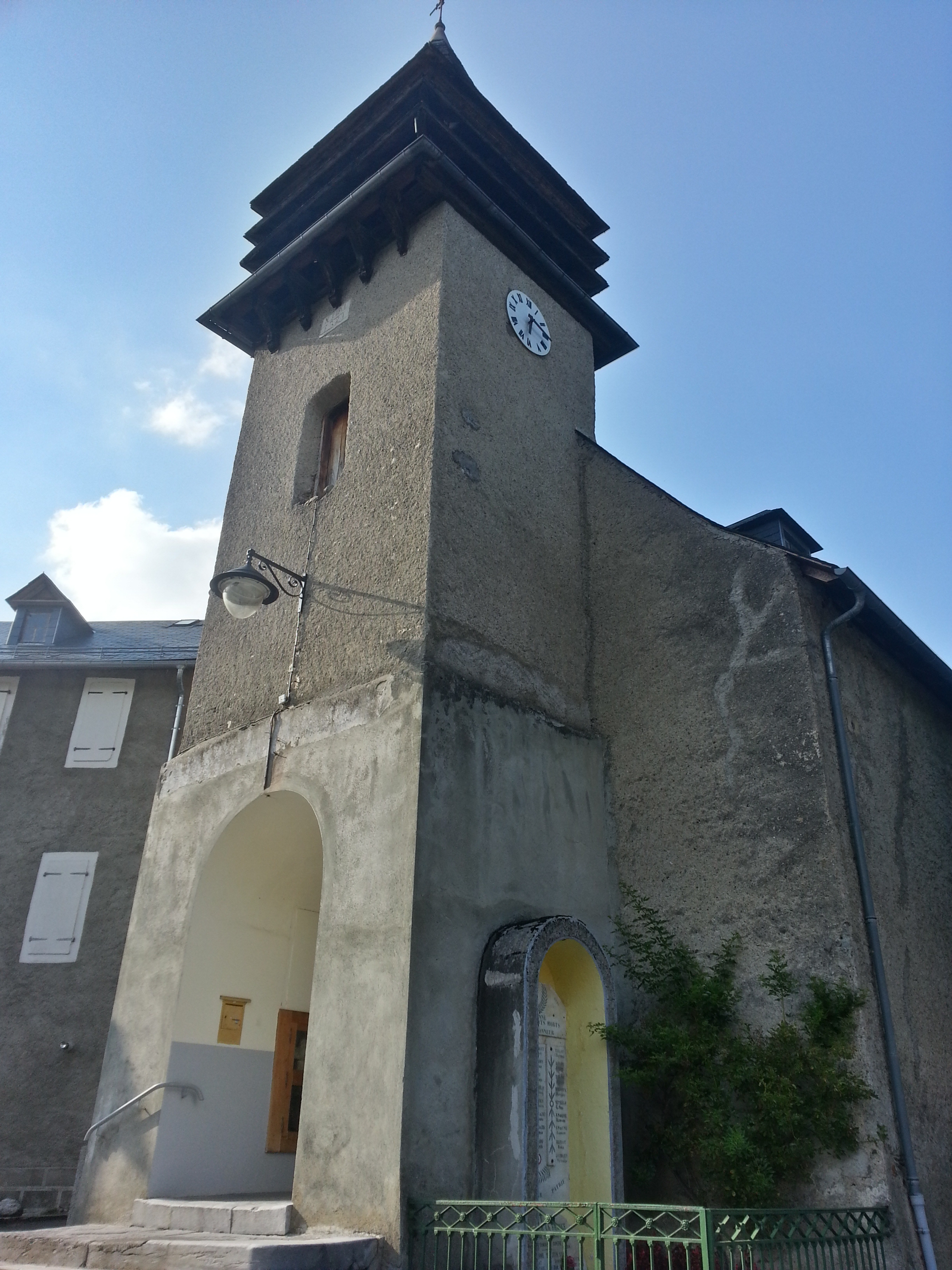
L'église
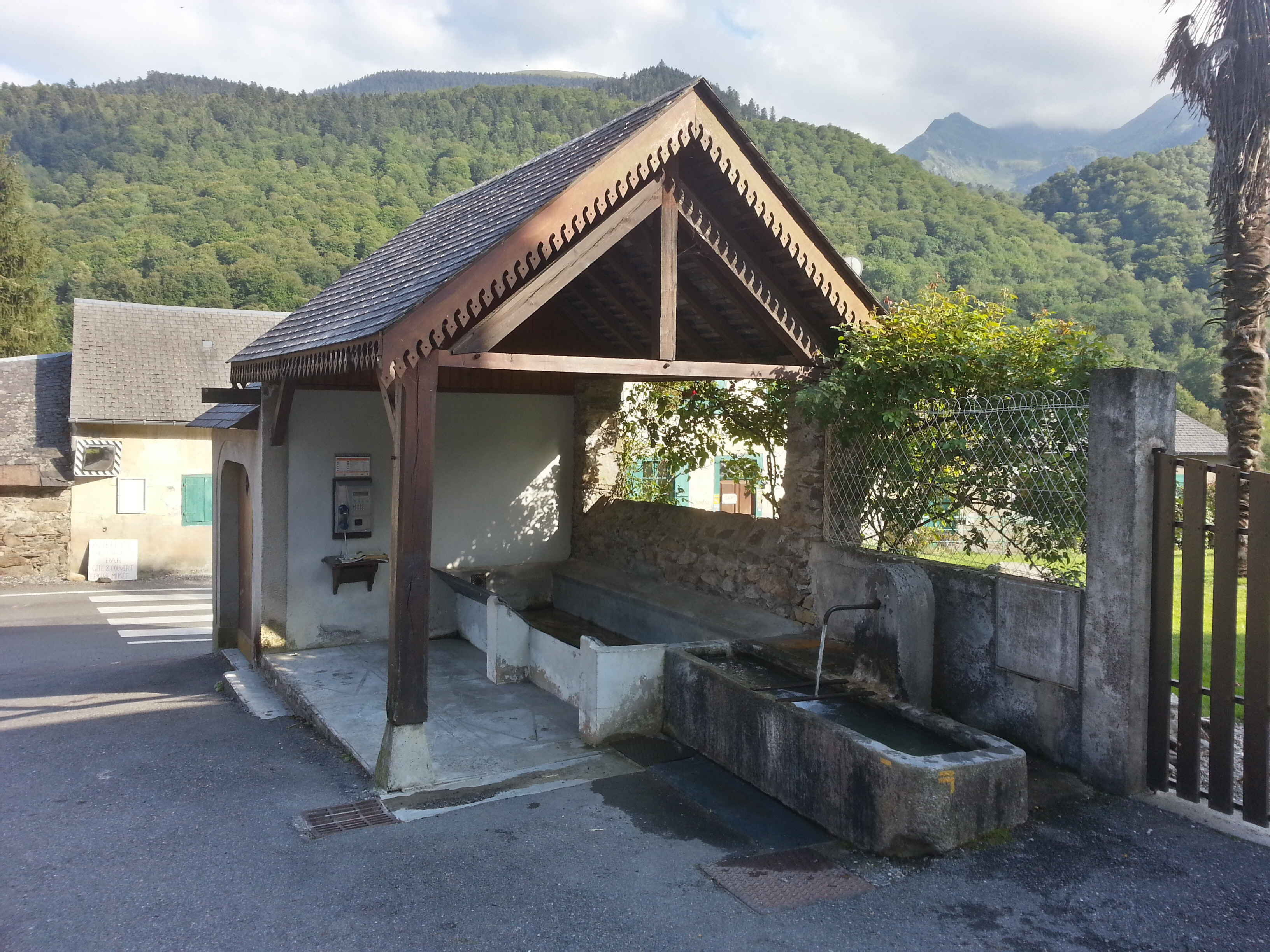
Le lavoir
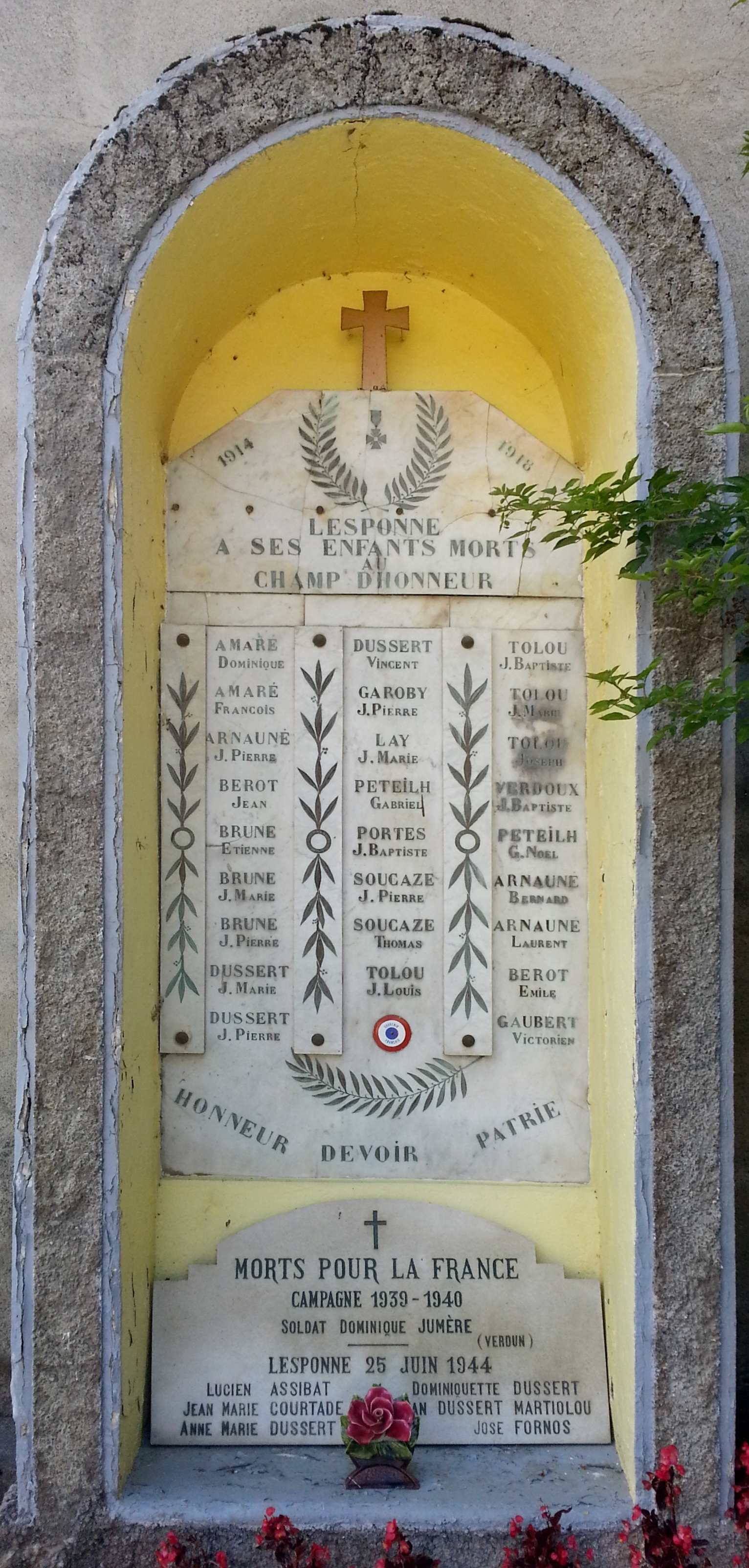
Le monument aux morts
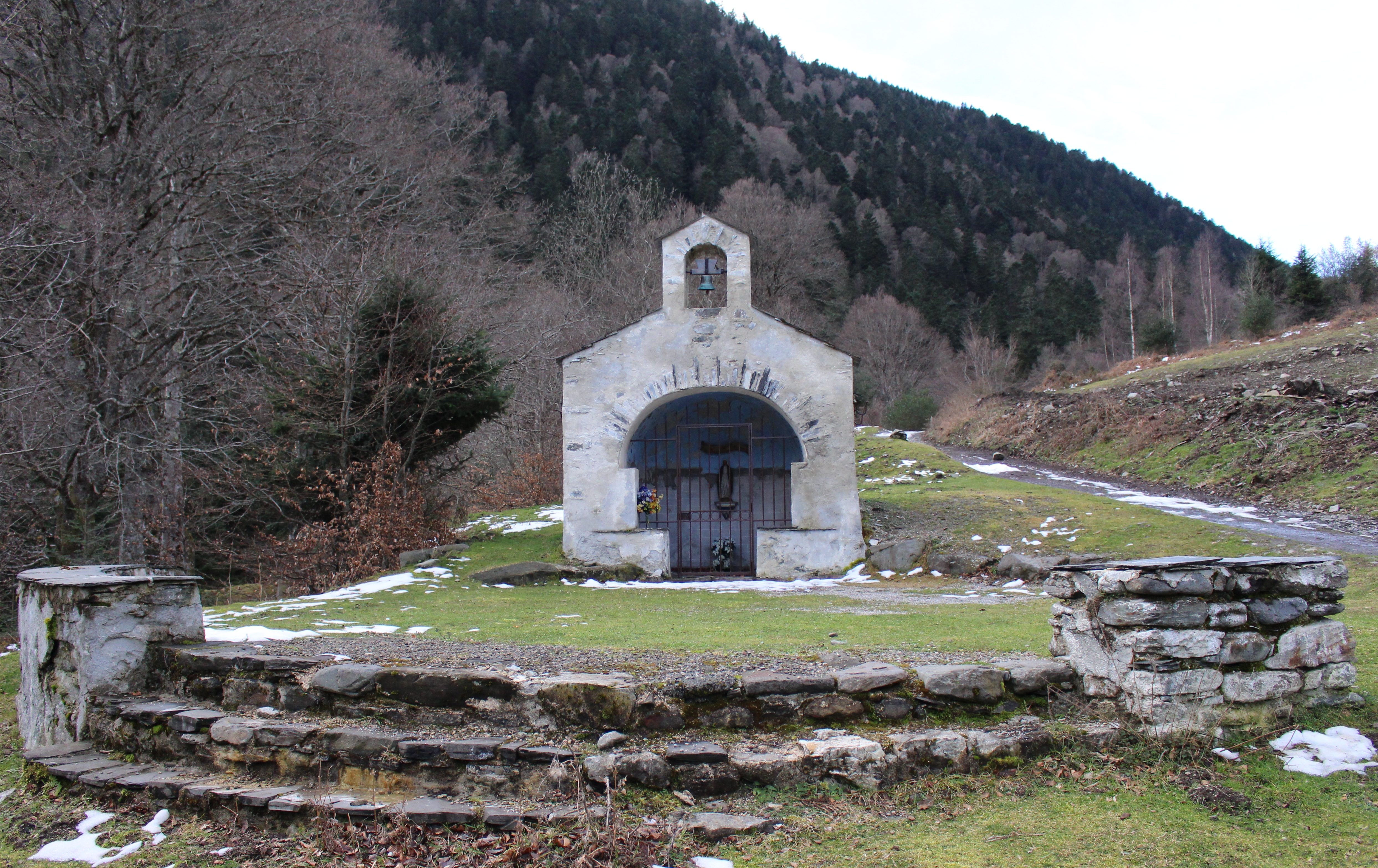
Chapelle Notre-Dame-des-Lacs de Lesponne
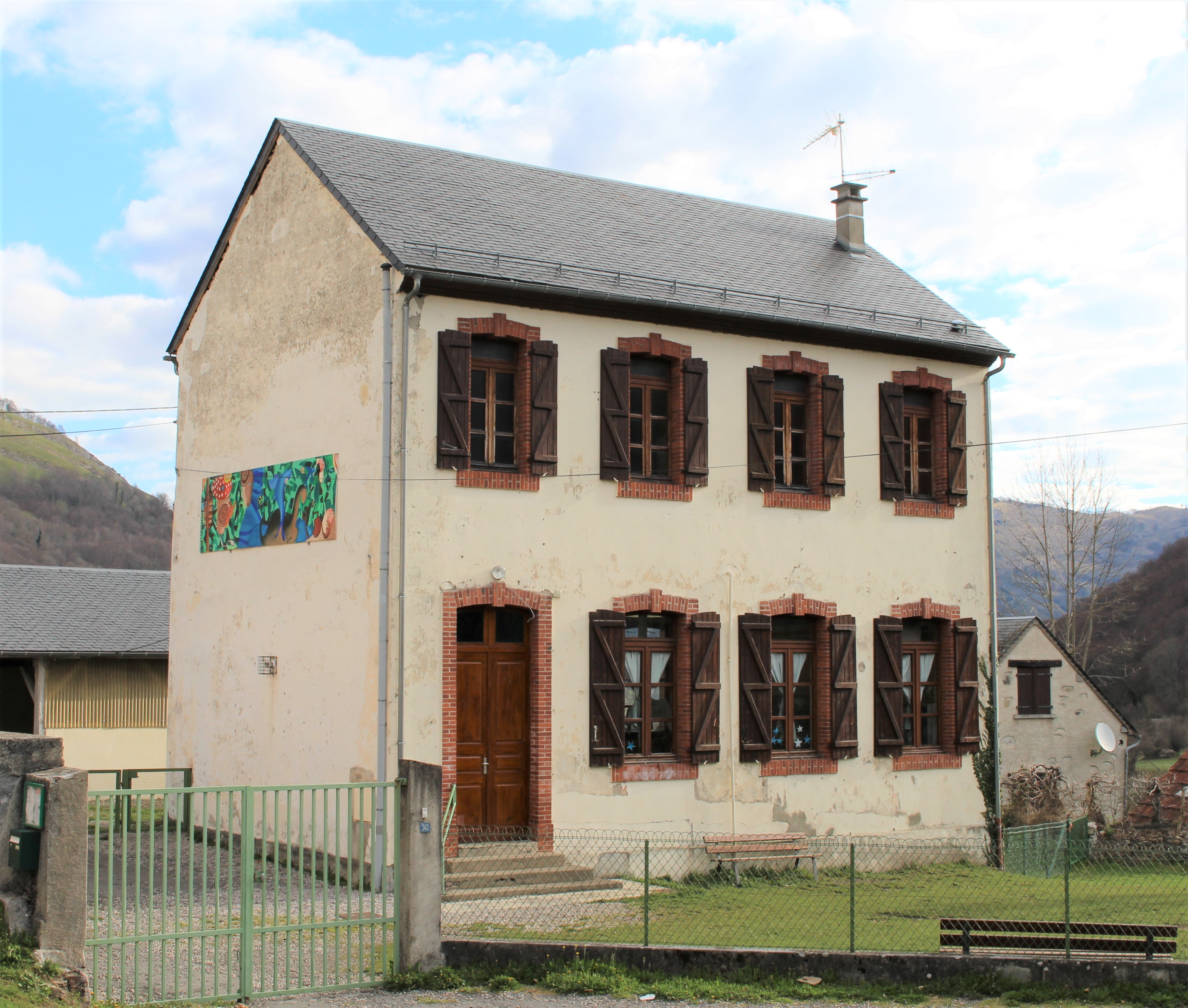
L'ancienne école

## Culture locale et patrimoine

### Personnalités liées à la commune
- Adrien Théaux, skieur alpin français à 3 victoires en coupe du monde, a fait son école primaire à Lesponne tout en s'entraînant à La Mongie, où ses parents tiennent un commerce[1].

## Site Internet
https://lesponne.fr